# 金子周次
金子 周次（かねこ しゅうじ、1909年 - 1977年）は、日本の木版画家。
1909年、千葉県銚子市中央町の履物店 武蔵屋の四男として生まれた。双葉小学校時代（旧銚子尋常高等小学校）は、ヤマサ醤油10代目濱口儀兵衛の三男で世界的な銅版画家の濱口陽三と同窓で、当時は画才を競った仲であった。体調を崩したため美術学校に進学せず、職を転々とした。銚子出身の画家 明石哲三と出会い、再び絵画の世界に戻る。木版画を始めたのは45歳になってからだった。1957年、東京都美術館一線美術会展に入賞、1964年（昭和39年）棟方志功主催の日本版画院展で「春宵」が新人賞を受賞。
周次は控えめで謙虚な人柄で、生涯独身を貫き、愛宕山（天王台）にあった豚舎を住居兼アトリエに改装して制作に没頭した。アトリエからは犬吠埼が良く見え、創作の原点である「潮の香り」「強い風」が感じられる場所である。特に作品の「犬吠埼」は関東最東端のイメージが強く出ており、日本の海の原風景が感じられる。伏見宮貞愛親王の元別邸跡に建つホテル「別邸海と森」から同じような構図が確認出来る。